# Municipio de Wayne (condado de Wayne, Ohio)
El municipio de Wayne (en inglés: Wayne Township) es un municipio ubicado en el condado de Wayne en el estado estadounidense de Ohio. En el año 2010 tenía una población de 4159 habitantes y una densidad poblacional de 59,43 personas por km².

## Geografía
El municipio de Wayne se encuentra ubicado en las coordenadas 40°51′57″N 81°56′24″O / 40.86583, -81.94000. Según la Oficina del Censo de los Estados Unidos, el municipio tiene una superficie total de 69.98 km², de la cual 69,79 km² corresponden a tierra firme y (0,27 %) 0,19 km² es agua.

## Demografía
Según el censo de 2010, había 4159 personas residiendo en el municipio de Wayne. La densidad de población era de 59,43 hab./km². De los 4159 habitantes, el municipio de Wayne estaba compuesto por el 97,57 % blancos, el 0,79 % eran afroamericanos, el 0,02 % eran amerindios, el 0,41 % eran asiáticos, el 0,07 % eran de otras razas y el 1,13 % eran de una mezcla de razas. Del total de la población el 0,58 % eran hispanos o latinos de cualquier raza.